# Marc Asceta
Marc Asceta (en llatí Marcus, en grec antic Μάρκος) va ser un asceta grec, natura d'Atenes.
Va anar a viure a l'Etiòpia interior prop de les muntanyes, amb els poble dels quetes, pel que sembla en el curs del segle iv. La seva biografia apareix a Acta Sanctorum Martii (vol. III) i també a l'original grec.